# Modélisation de la turbulence

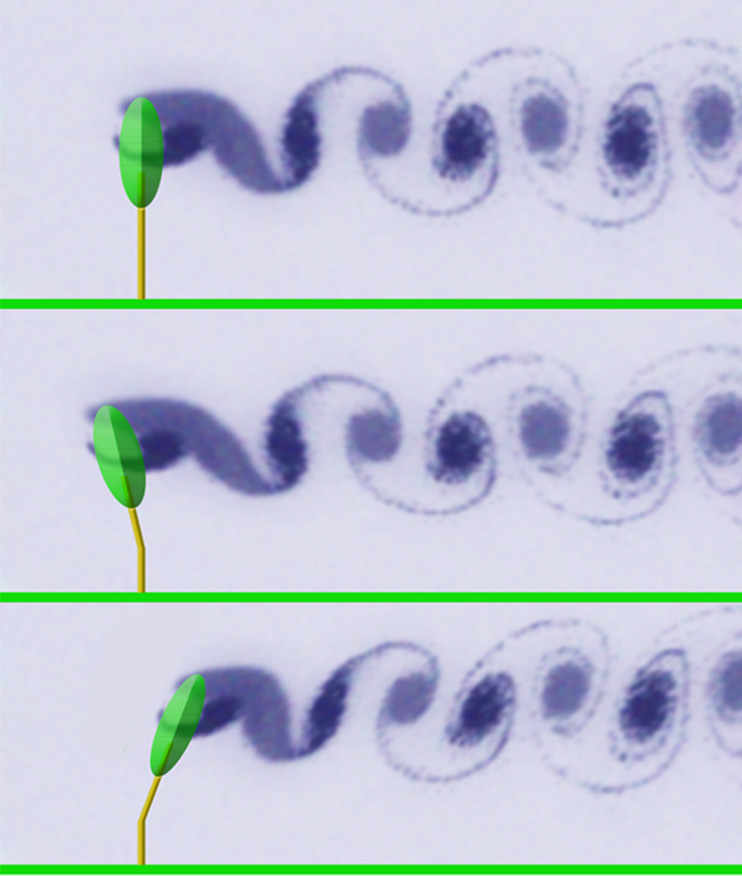
représentation théorique et très simplifiée des turbulences générées en aval d'un arbre par un vent régulier.

La modélisation de la turbulence est une branche de la mécanique des fluides utilisée pour prédire le comportement d'un écoulement dans lequel tout ou partie du fluide est turbulent.

## Introduction
La présence d'une vorticité dans un écoulement ne fait pas nécessairement de celui-ci un écoulement turbulent. Le terme est réservé aux situations où de nombreuses échelles tourbillonnaires sont présentes et interagissent dans la cascade turbulente. Celle-ci est bornée aux petites échelles par la dimension de Kolmogorov, en-dessous de laquelle les tourbillons sont dissipés par viscosité.
Un tel écoulement est décrit par les équations de Navier-Stokes mais la faible taille de la dimension de Kolmogorov interdit en pratique une simulation numérique directe (en anglais DNS pour Direct Numerical Simulation), sauf pour des expériences numériques destinées à comprendre les mécanismes mis en jeu.
Outre la simulation directe les méthodes mises en œuvre pour résoudre ce problème reposent sur la physique statistique : la turbulence est considérée comme un processus statistique dont on suppose qu'il peut être décrit par la seule distribution temporelle en chaque point. L'approche repose sur un certain nombre d'étapes :
- l'écriture d'équations décrivant valeurs moyennes et fluctuations,
- modélisation des termes liés aux fluctuations,
- s'il y a lieu, raccorder ces termes aux descriptions standard des lois décrivant l'écoulement au voisinage de la paroi.

Il est également possible d'utiliser des méthodes hybrides dites de simulation des grandes échelles (en anglais LES pour Large Eddy Simulation) dans lesquelles on filtre le spectre de turbulence : les grandes échelles sont capturées par le calcul, les petites modélisées comme ci-dessus.

## Les équations de Navier-Stokes moyennées
On s'intéresse à un fluide incompressible décrit par les équations de Navier-Stokes correspondantes
{\displaystyle {\frac {\partial u_{i}}{\partial x_{i}}}=0}
{\displaystyle \rho \left({\frac {\partial u_{i}}{\partial t}}+u_{j}{\frac {\partial u_{i}}{\partial x_{j}}}\right)+{\frac {\partial p}{\partial x_{i}}}-{\frac {\partial \sigma _{ij}}{\partial x_{j}}}=0}
On note {\displaystyle p} la pression, {\displaystyle \rho } la masse volumique, {\displaystyle \mu } la viscosité dynamique et
| {\displaystyle S_{ij}={\frac {1}{2}}\left({\frac {\partial u_{i}}{\partial x_{j}}}+{\frac {\partial u_{j}}{\partial x_{i}}}\right)} | le tenseur des déformations           |
| {\displaystyle \sigma _{ij}=2\mu S_{ij}}                                                                                            | le tenseur des contraintes visqueuses |
En tenant compte de l'équation d'incompressibilité on remarque que
{\displaystyle {\frac {\partial \sigma _{ij}}{\partial x_{j}}}=\mu {\frac {\partial ^{2}u_{i}}{\partial x_{j}\partial x_{j}}}}
On définit l'opérateur {\displaystyle Y(u_{i})} pour l'équation de conservation de la quantité de mouvement (le changement d'indice servira par la suite)
{\displaystyle Y(u_{i})=\rho \left({\frac {\partial u_{i}}{\partial t}}+u_{k}{\frac {\partial u_{i}}{\partial x_{k}}}\right)+{\frac {\partial p}{\partial x_{i}}}-\mu {\frac {\partial ^{2}u_{i}}{\partial x_{k}\partial x_{k}}}=0}
Le milieu est décrit par une distribution statistique des vitesses et l'on suppose que l'on peut caractériser ce milieu par la moyenne temporelle et la fluctuation de la vitesse en un point r
{\displaystyle u_{i}(t,r_{i})={\overline {u}}_{i}(t,r_{i})+u'_{i}(t,r_{i})}
L'énergie cinétique de la turbulence est
{\displaystyle k={\frac {1}{2}}\,{\overline {u'_{i}u'_{i}}}}
En introduisant cette expression de la vitesse dans les équations de Navier-Stokes on obtient les équations moyennées introduites par Osborne Reynolds en 1895 :
{\displaystyle {\frac {\partial {\bar {u_{i}}}}{\partial x_{i}}}=0}
{\displaystyle \rho \left({\frac {\partial {\bar {u}}_{i}}{\partial t}}+{\overline {u}}_{j}{\frac {\partial {\bar {u}}_{i}}{\partial x_{j}}}\right)+{\frac {\partial {\bar {p}}}{\partial x_{i}}}-{\frac {\partial }{\partial x_{j}}}\left(\sigma _{ij}+\tau _{ij}\right)=0}
On a défini le tenseur des contraintes de Reynolds :
{\displaystyle \tau _{ij}=-\rho {\overline {u'_{i}u'_{j}}}}
Comme tout tenseur de contraintes ce tenseur est symétrique. Le problème de la turbulence consiste à exprimer les 6 quantités indépendantes qu'il contient.

## Équation de transport des contraintes
Julius C. Rotta a introduit en 1951 une équation de transport sur les contraintes de Reynolds. Pour y parvenir on utilise l'opérateur défini plus haut en écrivant,
{\displaystyle {\overline {u'_{i}Y(u_{j})+u'_{j}Y(u_{i})}}=0}
soit
{\displaystyle {\frac {\partial \tau _{ij}}{\partial t}}+{\frac {\partial }{\partial x_{k}}}({\overline {u}}_{k}\tau _{ij})=\underbrace {-{\mathcal {P}}_{ij}} _{\text{Production}}\underbrace {+{\mathcal {T}}_{ij}-\Pi _{ij}+{\mathcal {D}}_{ij}} _{\text{Diffusion}}\underbrace {+\rho \,\epsilon _{ij}} _{\text{Dissipation}}}
avec
| Expression | Signification physique                                                       |
| --- | ---------------------------------------------------------------------------- |
| {\displaystyle {\mathcal {P}}_{ij}=\tau _{jk}\,{\frac {\partial {\overline {u}}_{i}}{\partial x_{k}}}+\tau _{ik}\,{\frac {\partial {\overline {u}}_{j}}{\partial x_{k}}}}            | Production : transfert de l'énergie de l'écoulement moyen vers la turbulence |
| {\displaystyle {\mathcal {T}}_{ij}={\frac {\partial }{\partial x_{k}}}(\rho {\overline {u'_{i}u'_{j}u'_{k}}}+{\overline {p'u'_{i}}}\delta _{jk}+{\overline {p'u'_{j}}}\delta _{ik})} | Transport de la turbulence (contient une corrélation triple)                 |
| {\displaystyle \Pi _{ij}={\overline {p'{\frac {\partial u'_{i}}{\partial x_{j}}}}}+{\overline {p'{\frac {\partial u'_{j}}{\partial x_{i}}}}}}                                        | Redistribution de l'énergie turbulente (retour vers l'état isotrope)         |
| {\displaystyle {\mathcal {D}}_{ij}={\frac {\partial }{\partial x_{k}}}\left(\nu {\frac {\partial \tau _{ij}}{\partial x_{k}}}\right)}                                                | Diffusion de la contrainte                                                   |
| {\displaystyle \epsilon _{ij}=2\nu {\overline {{\frac {\partial u'_{i}}{\partial x_{k}}}{\frac {\partial u'_{j}}{\partial x_{k}}}}}}                                                 | Dissipation visqueuse                                                        |
où {\displaystyle \delta _{ij}} est le symbole de Kronecker.
Ces 6 équations contiennent 22 nouvelles inconnues. Il faut donc simplifier (modéliser) en remplaçant ces termes par des expressions des variables déjà présentes comme les composantes de {\displaystyle \tau _{ij}}. L'approche classique a été introduite par Kemal Handjalić et Brian Launder (1972),.

## Modèles à N équations de transport
Les modèles à N équations de transport sont appelés en anglais Reynolds Averaged Navier-Stokes, abrégé RANS.

### Hypothèse de Boussinesq
En 1877, Joseph Boussinesq a proposé d'écrire ce tenseur comme le tenseur des contraintes dans le cas d'un fluide newtonien en faisant intervenir une viscosité de turbulence {\displaystyle \mu _{t}}
{\displaystyle \tau _{ij}=\mu _{t}\left({\frac {\partial {\bar {u}}_{i}}{\partial x_{j}}}+{\frac {\partial {\bar {u}}_{j}}{\partial x_{i}}}\right)-{\frac {2}{3}}\mu _{t}{\frac {\partial {\bar {u}}_{k}}{\partial x_{k}}}\delta _{ij}-\underbrace {{\frac {1}{3}}\rho {\overline {u'_{i}u'_{i}}}} _{{\frac {2}{3}}\rho k}\delta _{ij}}
Le problème est réduit à la connaissance de {\displaystyle k} et {\displaystyle \mu _{t}}, cette dernière valeur n'étant pas une propriété du fluide.

### Modèles à deux équations
En prenant la trace de l'équation des contraintes de Reynolds ci-dessus on obtient une équation de transport pour {\displaystyle k}
{\displaystyle \rho {\frac {\partial k}{\partial t}}+\rho u_{j}{\frac {\partial k}{\partial x_{j}}}=\underbrace {\tau _{ij}{\frac {\partial u_{i}}{\partial x_{j}}}} _{\text{Production}}-\underbrace {\rho \epsilon } _{\text{Dissipation}}+\underbrace {{\frac {\partial }{\partial x_{j}}}\left(\mu {\frac {\partial k}{\partial x_{j}}}\right)} _{\text{Diffusion moleculaire}}-\underbrace {{\frac {\partial }{\partial x_{j}}}\left({\frac {1}{2}}\rho \,{\overline {u'_{i}u'_{i}u'_{j}}}\right)} _{\text{Transport}}-\underbrace {{\frac {\partial }{\partial x_{j}}}\left({\overline {p'u'_{j}}}\right)} _{\text{Diffusion pression}}}
où {\displaystyle \epsilon } est la dissipation
{\displaystyle \epsilon =\nu {\overline {{\frac {\partial u'_{i}}{\partial x_{k}}}{\frac {\partial u'_{i}}{\partial x_{k}}}}}}
Celle-ci peut être obtenue en écrivant l'équation
{\displaystyle {\overline {2\nu {\frac {\partial u'_{i}}{\partial x_{k}}}{\frac {\partial }{\partial x_{k}}}Y(u_{i})}}=0}
soit
{\displaystyle \rho {\frac {\partial \epsilon }{\partial t}}+\rho u_{j}{\frac {\partial \epsilon }{\partial x_{j}}}=\dots }
En fait, cette expression comporte au second membre des termes très difficiles à modéliser et on se contente d'écrire un second membre analogue à l'équation sur l'énergie cinétique turbulente.
La viscosité turbulente est déduite de l'analyse dimensionnelle
{\displaystyle \nu _{t}=C_{\mu }\,{\frac {k^{2}}{\epsilon }}}
où {\displaystyle C_{\mu }} est une constante de modélisation.
Le modèle le plus connu utilisé dans ce domaine est le modèle k - ε (en) de William P. Jones et Brian Launder, publié en 1972 et reformulé ultérieurement.
Il est également possible de travailler sur le taux de dissipation
{\displaystyle \omega ={\frac {\epsilon }{k}}}
Ce type de modèle dit modèle k - ω a été introduit par Andreï Kolmogorov en 1942, à une époque où il n'était pas possible de le résoudre. Sa forme actuelle est due à David C. Wilcox.

### Modèle à une équation de transport
Ce type de modèle a été introduit dans les années 1960. On part de la viscosité turbulente ci-dessus avec {\displaystyle C_{\mu }=1} et l'on dérive
{\displaystyle {\frac {D\nu _{t}}{Dt}}={\frac {1}{\omega }}{\frac {Dk}{Dt}}-{\frac {k}{\omega ^{2}}}{\frac {D\omega }{Dt}}}
Le plus connu de ces modèles est sans doute le modèle Spalart-Allmaras (1992) de Philippe R. Spalart et Steven R. Allmaras pour les problèmes de couche limite en écoulement compressible.

### Modèle à longueur de mélange
Le modèle utilisant une longueur de mélange, également nommé à zéro équation de transport, a été introduit par Ludwig Prandtl en 1925,. Par analogie avec la théorie cinétique des gaz il a supposé que l'on pouvait construire une viscosité cinématique à partir du produit d'une vitesse caractéristique {\displaystyle u} par une longueur de mélange {\displaystyle l_{m}} et que le temps caractéristique formé à partir de ces deux quantités était du même ordre de grandeur que celui associé au cisaillement moyen
{\displaystyle \nu _{t}\simeq ul_{m}\,,\;\;\;\;\;{\frac {u}{l_{m}}}\simeq \left|{\frac {\partial {\overline {u_{i}}}}{\partial x_{j}}}\right|,\;\;\;i\neq j\;\;\;\Rightarrow \;\;\;\nu _{t}=l_{m}^{2}\left|{\frac {\partial {\overline {u_{i}}}}{\partial x_{j}}}\right|}
d'où la composante correspondante du tenseur de Reynolds
{\displaystyle -\rho {\overline {u'_{i}u'_{j}}}=\rho l_{m}^{2}\left|{\frac {\partial {\overline {u_{i}}}}{\partial x_{j}}}\right|{\frac {\partial {\overline {u_{i}}}}{\partial x_{j}}}}
Cette expression peut être généralisée par :
{\displaystyle \nu _{t}=l_{m}^{2}{\sqrt {2{\overline {S_{ij}}}\,{\overline {S_{ij}}}}}}
L'expression de {\displaystyle l_{m}} est spécifique d'un problème donné,,.

## Modèles de simulation des grandes échelles
La méthode SGS ou en anglais LES consiste à séparer les échelles de turbulence en
- grandes échelles calculées directement,
- petites échelles, modélisées.

La première étape du processus consiste à définir un filtre passe-bas par l'intermédiaire du produit de convolution
{\displaystyle {\overline {u}}_{i}(\mathbf {r} ,t)=\int G(\mathbf {r} ,\mathbf {r} ')u_{i}(\mathbf {r} -\mathbf {r} ',t)\mathrm {d} \mathbf {r} '\equiv G*u_{i}}
Le filtre est normalisé :
{\displaystyle \int G(\mathbf {r} ,\mathbf {r} ')\mathrm {d} \mathbf {r} '=1}
Ce n'est pas un projecteur : {\displaystyle {\overline {\overline {u_{i}}}}\neq {\overline {u_{i}}}}. De plus cet opérateur ne commute pas avec la dérivée.
L'exemple le plus simple est le filtre « chapeau » (en anglais top hat) basé sur la taille de maille Δ
{\displaystyle G=\left\{{\begin{array}{lcl}{\frac {1}{\Delta ^{3}}}&{\text{si}}&|r_{i}-r'_{i}|<{\frac {\Delta }{2}}\\[0.6em]0&{\text{sinon}}\end{array}}\right.}
On écrit la solution sous la forme de la somme de la valeur filtrée et d'une perturbation de petite échelle, laquelle n'a la signification d'une fluctuation temporelle.
{\displaystyle u_{i}={\overline {u}}_{i}+u'_{i}}
on peut alors écrire les équations de Navier-Stokes filtrées :
{\displaystyle {\frac {\partial {\overline {u}}_{i}}{\partial x_{i}}}=0}
{\displaystyle {\frac {\partial }{\partial t}}(\rho {\overline {u}}_{i})+{\frac {\partial }{\partial x_{j}}}(\rho {\overline {u}}_{i}{\overline {u}}_{j})+{\frac {\partial {\overline {p}}}{\partial t}}-{\frac {\partial {\overline {\tau }}_{ij}}{\partial x_{j}}}-{\frac {\partial t_{ij}}{\partial x_{j}}}=0}
où {\displaystyle t_{ij}} est le tenseur introduit par Anthony Leonard :
{\displaystyle {\begin{array}{lcl}t_{ij}&=&\rho ({\overline {u}}_{i}{\overline {u}}_{j}-{\overline {u_{i}u_{j}}})\\[0.6em]&=&\rho ({\overline {u}}_{i}{\overline {u}}_{j}-{\overline {{\overline {u}}_{i}{\overline {u}}_{j}}}-{\overline {u'_{i}{\overline {u}}_{j}}}-{\overline {u'_{j}{\overline {u}}_{i}}}-{\overline {u'_{i}u'_{j}}})\end{array}}}
On remarquera que si G était l'opérateur moyenne de Reynolds les quatre premiers termes s'annuleraient. Par ailleurs si {\displaystyle t_{ij}} respecte l'invariance galiléenne, ce n'est pas vrai pour chacun des termes qui le composent.
Pour fermer le problème il faut définir une approximation dans la maille, par exemple du type longueur de mélange (voir ci-dessus) comme l'a fait Joseph Smagorinsky (1963)
{\displaystyle l_{m}=C_{S}\Delta }
où {\displaystyle C_{S}\sim 0.1} est une constante de modélisation liée à la constante de Kolmogorov.